# Birgitte Hjort Sørensen

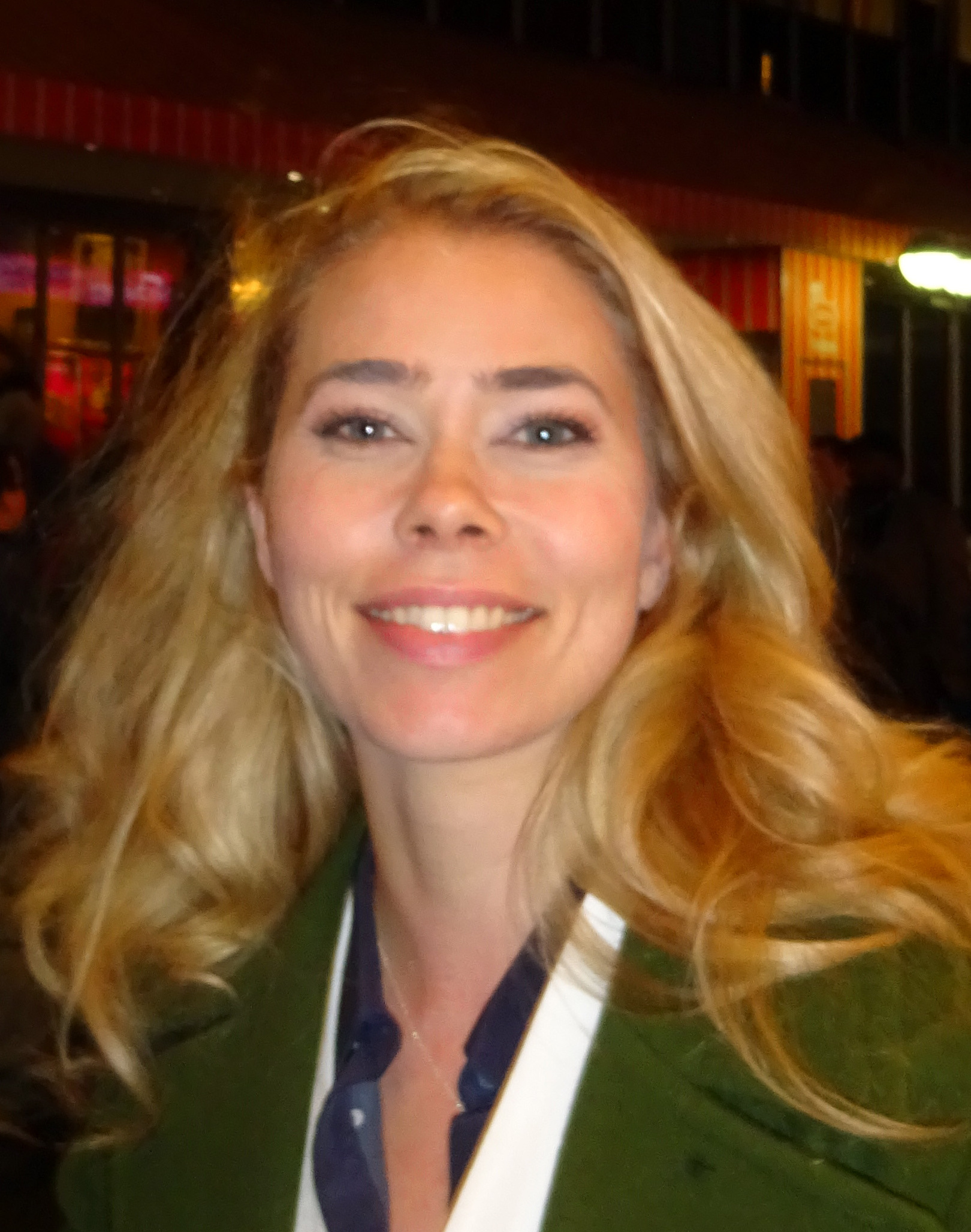
Birgitte Hjort Sørensen (2016)

Birgitte Hjort Sørensen (* 16. Januar 1982 in Hillerød) ist eine dänische Schauspielerin. Neben ihren Theater-Auftritten wirkte sie seit Mitte der 2000er-Jahre in mehr als zwei Dutzend Film- und Fernsehproduktionen mit. Bekanntheit erlangte sie durch die wiederkehrende Rolle der Katrine Fønsmark in der dänischen Fernsehserie Borgen – Gefährliche Seilschaften (2010–2013, 2022).

## Leben

### Ausbildung und Theaterarbeit
Birgitte Hjort Sørensen wuchs als jüngste von drei Töchtern eines Ärzte-Ehepaares in Birkerød auf der dänischen Insel Seeland auf. Mit der Schauspielerei in Berührung kam sie nach ihrem Schulabschluss, als sie Mitglied des Væksthuset (dt. etwa: „Gewächshaus“) des Gladsaxe-Theaters in Buddinge wurde. Dort wurde Gesangs-, Tanz- und Schauspielunterricht für Interessierte zwischen dem 18. und 23. Lebensjahr angeboten. Daraufhin absolvierte sie bis 2007 ein Schauspielstudium an der Staatlichen Theaterschule in Kopenhagen.
2007 erschien sie in dem dänischen Musical Mød mig på Cassiopeia am Nørrebro Teater. Nur wenige Monate nach ihrer Schauspielausbildung gab sie ihr professionelles Theaterdebüt am Kopenhagener Det Ny Teater in der 1996er-Broadway-Fassung des Musicals Chicago mit Jesper Asholt. Die Hauptrolle der Roxie Hart brachte ihr erstes Kritikerlob ein, mit mehr als 100.000 verkauften Karten war das Stück auch der größte Publikumserfolg des Jahres für das Schauspielhaus. Sie erschien in weiteren Musical- und Theaterinszenierungen, u. a. am Gladsaxe Teater (Cabaret) und am Grønnegårds Teatret (Das Wintermärchen). Ab Ende Februar 2008 wirkte sie am Londoner Cambridge Theatre drei Monate lang in der englischsprachigen Inszenierung von Chicago mit. Im selben Jahr gewann sie bei der Verleihung des dänischen Reumert-Theaterpreises den Nachwuchspreis.

### Film- und Fernsehrollen

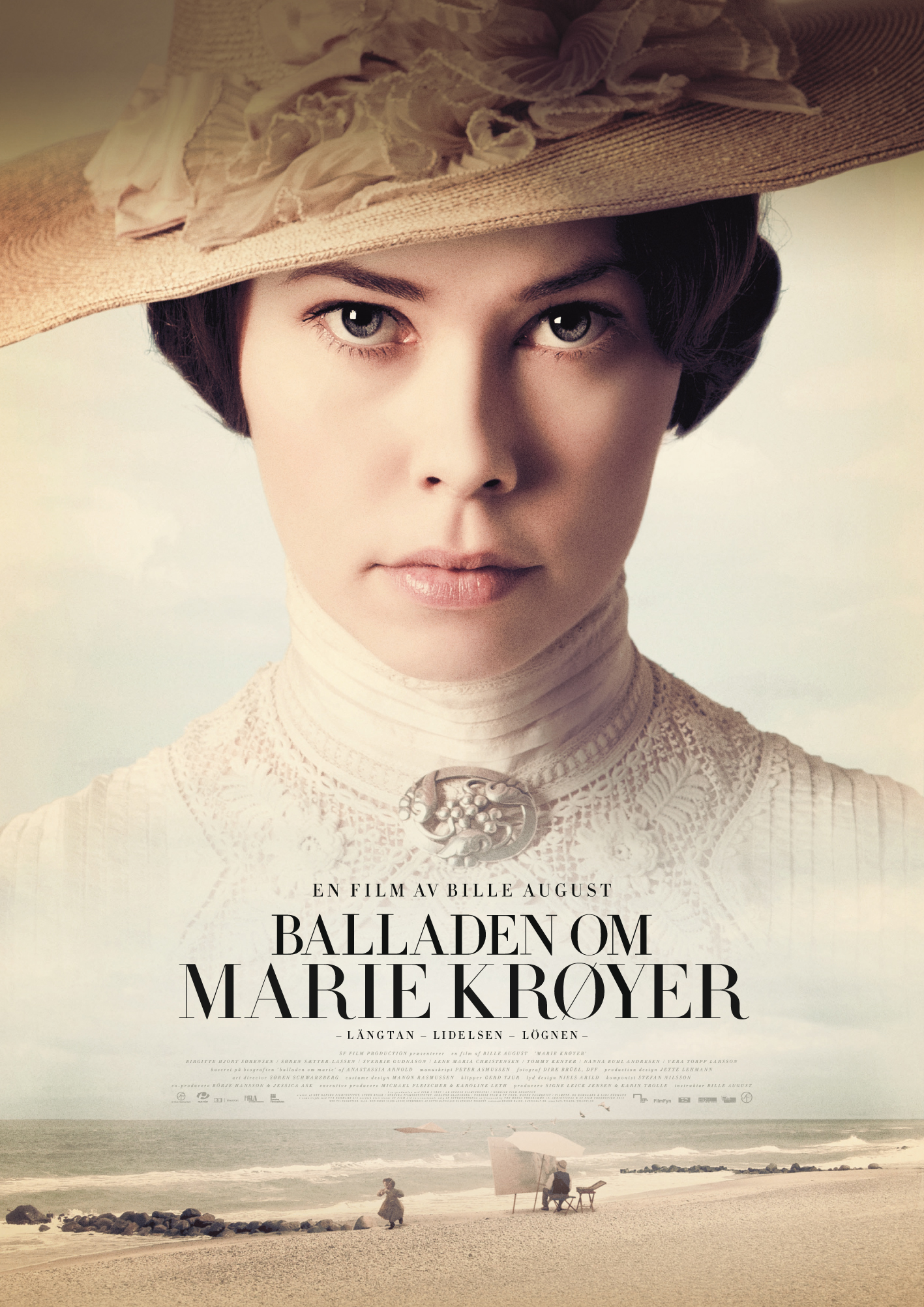
Birgitte Hjort Sørensen auf dem Poster zum Film Marie Krøyer

Parallel zu ihrer Arbeit im Theater übernahm Hjort Sørensen Rollen in dänischen Film- und Fernsehproduktionen. Bereits während ihrer Schauspielausbildung hatte sie in verschiedenen Kurzfilmen mitgewirkt und ihr Fernsehdebüt mit einer kleinen Rolle in einer Folge der Serie Der Adler – Die Spur des Verbrechens (2005) gegeben. Ihr Spielfilmdebüt gab sie mit einem kleinen Part in Kasper Barfoeds Thriller Der Kandidat mit Nikolaj Lie Kaas in der Titelrolle. Erneut neben Kaas sah man sie in der weiblichen Hauptrolle in Tomas Villum Jensens Kinokomödie Das Ende der Welt (2009). In dem schwarzhumorigen Abenteuerfilm spielte sie die attraktive, aber wenig kompetente Assistentin eines Psychiaters (Kaas), die in die Jagd auf eine ewige Jugend versprechende Blume in Indonesien verwickelt werden. Die Darstellung der Beate brachte ihr Nominierungen für die dänischen Filmpreise Robert und Zulu Award ein.
Einem internationalen Fernsehpublikum wurde Hjort Sørensen ab 2010 durch eine der Hauptrollen in der von Adam Price konzipierten Politserie Borgen – Gefährliche Seilschaften bekannt. In der international hochgelobten und vielfach preisgekrönten DR-Produktion übernahm sie die Rolle der ambitionierten Fernsehjournalistin und -moderatorin Katrine Fønsmark, die mit dem Spin-Doctor (dargestellt von Pilou Asbæk) der neu gewählten dänischen Ministerpräsidentin (Sidse Babett Knudsen) befreundet ist. Gegen Ende der ersten Staffel kündigt die Figur ihre Arbeit beim Fernsehsender, um in der zweiten Staffel von einem Zeitungsredakteur (Peter Mygind) für dessen eigenen politischen Rachefeldzug missbraucht zu werden. Die Frankfurter Rundschau charakterisierte Katrine Fønsmark als „moralische Rigoristin, die von selbstgerechtem Ehrgeiz getrieben wird“, während die britische Tageszeitung The Independent zur BBC-Fernsehausstrahlung von Borgen – Gefährliche Seilschaften Hjort Sørensen ein Titelcover widmete. Zur Vorbereitung auf die Rolle hatte die Schauspielerin einen dänischen Journalisten bei der Arbeit begleitet und die preisgekrönte US-amerikanische Schauspielerin Allison Janney in der Politserie The West Wing – Im Zentrum der Macht studiert.
2011 spielte Hjort Sørensen die Titelrolle in Linda Wendels wenig beachtetem Spielfilm Julie. In der modernisierten Fräulein-Julie-Variante war sie als Tennisspielerin zu sehen, die eine Liaison mit ihrem Trainer eingeht. Im selben Jahr wurde Hjort Sørensen mit dem mit 15.000 DKK dotierten Preis des dänischen H. K. H. Prinsgemalens Fond ausgezeichnet, der an Menschen verliehen wird, die das Ansehen Dänemarks in Kultur, Wirtschaft oder Wissenschaft gesteigert haben. 2012 verpflichtete Bille August sie als Titelheldin für seine Filmbiografie Marie Krøyer, in der sie als gleichnamige dänische Malerin und Architektin (1867–1940) zu sehen ist. 2014 erschien sie in Pernille Fischer Christensens Drama En du elsker als drogensüchtige Tochter von Hauptdarsteller Mikael Persbrandt, was ihr eine Nominierung für die Bodil als beste Nebendarstellerin einbrachte.
2015 hatte Hjort Sørensen einen Kurzauftritt in der Fantasy-Serie Game of Thrones als eine der Wildling-Ältesten. Sie war auch die Anführerin der Acapella Gruppe Das Sound Maschine in dem 2015 erschienenen Film Pitch Perfect 2. 2018 war sie in der dänisch-schwedisch-deutschen-Thriller-Fernsehserie Greyzone – No Way Out zu sehen.
In der vierten Staffel von Borgen, die 2022 von Netflix ausgestrahlt wurde, ist die von Hjort Sørensen gespielte Figur der Katrine Fønsmark zur Nachrichtenchefin geworden, die zwischen den Anforderungen der Personalführung und der Forderung nach hohen Einschaltquoten aufgerieben wird.

### Privatleben
Birgitte Hjort Sørensen lebt im Kopenhagener Stadtteil Vesterbro und war bis Ende 2012 mit dem vier Jahre älteren dänischen Schauspielkollegen Christian Tafdrup liiert. Davor hatte sie eine Beziehung mit dem freischaffenden Theaterregisseur und Schauspieler Heinrich Christensen. Sie lebt in einer Beziehung mit dem TV-Autor und -Produzenten Kristian Ladegaard-Pedersen. 2018 kam ihre gemeinsame Tochter zur Welt.

## Theater und Shows (Auswahl)
- 2007: Mød mig på Cassiopeia (Nørrebro Teater)
- 2007: Chicago (Det Ny Teater, Kopenhagen – Rolle: Roxie Hart)
- 2008: Chicago (Cambridge Theatre, London)
- 2008: Gratis Øl (Rønne Theater, Rønne)
- 2011: Danmark (Black Box Theatre, Holstebro)
- 2014: Coriolanus (Donmar Theatre, London)

## Filmografie (Auswahl)

### Filme
- 2006: Tre somre (Kurzfilm)
- 2007: Canoe (Kurzfilm)
- 2007: Knus (Kurzfilm)
- 2008: Alliancen (Kurzfilm)
- 2008: Begravelsen (Kurzfilm)
- 2008: Der Kandidat (Kandidaten)
- 2008: Anja & Viktor – I medgang og modgang
- 2009: Das Ende der Welt (Ved verdens ende)
- 2010: Die Wahrheit über Männer (Sandheden om mænd)
- 2011: Magi i luften
- 2011: Julie
- 2012: Marie Krøyer
- 2014: Einer nach dem anderen (Kraftidioten)
- 2014: En du elsker
- 2014: The Gas Man (Kurzfilm)
- 2014: Autómata
- 2015: Pitch Perfect 2
- 2015: Sommer '92 (Sommeren '92)
- 2017: 3 Things (3 ting)
- 2023: Darkland – The Return (Underverden II)

### Fernsehserien
- 2005: Der Adler – Die Spur des Verbrechens (Ørnen: En krimi-odyssé, Folge 2x08 Codename: Keres)
- 2008: Maj & Charlie (Folge 1x02)
- 2010–2013, 2022: Borgen – Gefährliche Seilschaften (Borgen, 38 Folgen)
- 2013: Agatha Christie’s Marple (Folge 6x03 Endless Night / Mord nach Maß)
- 2013: Bluestone 42 (Folge 1x03)
- 2014: Inspector Barnaby (Midsomer Murders, Folge 16x05 The Killings of Copenhagen / Barnaby muss reisen)
- 2015: Game of Thrones (Folge 5x08 Hartheim)
- 2016: Vinyl (10 Folgen)
- 2018: Greyzone – No Way Out (10 Folgen)
- 2023: Oxen (4 Folgen)
- 2024: Götterdämmerung (Twilight of the Gods, 8 Folgen, Stimme von Hervor)
- 2024: Dark Horse (6 Folgen)

## Auszeichnungen
- 2008: Reumert-Talentpreis
- 2010: Robert-Nominierung für Das Ende der Welt (Beste Hauptdarstellerin)
- 2010: Zulu-Award-Nominierung für Das Ende der Welt (Beste Hauptdarstellerin)
- 2011: Preis des dänischen H. K. H. Prinsgemalens Fond
- 2013: Robert-Nominierung für Marie Krøyer (Beste Hauptdarstellerin)
- 2013: Goldene Nymphe des Festival de Télévision de Monte-Carlo für Borgen – Gefährliche Seilschaften (Beste Schauspielerin in einer Dramaserie)
- 2014: Robert-Nominierung für Borgen – Gefährliche Seilschaften (Beste Hauptdarstellerin in einer Fernsehserie)
- 2015: Bodil-Nominierung für En du elsker (Beste Nebendarstellerin)